# 順徳道
順徳道（じゅんとく-どう）は汪兆銘政権華北政務委員会により設置された河北省の道。

## 沿革
1940年（民国29年）5月29日に設置された。

## 行政区画
廃止直前下部の15県を管轄した。（50音順）
- 威県
- 堯山県
- 巨鹿県
- 広宗県
- 沙河県
- 邢台県
- 清河県
- 内丘県
- 南宮県
- 南和県
- 任県
- 柏郷県
- 平郷県
- 隆平県
- 臨城県